# Yelena Lashmánova
Yelena Anatólievna Lashmánova (en ruso: Еле́на Анато́льевна Лашма́нова; Mordovia, Rusia, 9 de abril de 1992) es una atleta rusa que participa en pruebas de marcha atlética. 
En los Juegos Olímpicos de Londres 2012 obtuvo la medalla de oro en la prueba de 20 km marcha y estableció un nuevo récord del mundo con un tiempo de 1:25:02. Este registro se mantuvo hasta que fue pulverizado por la china Liu Hong el 6 de junio de 2015 en La Coruña.
En el Campeonato Mundial de Atletismo de 2013 celebrado en Moscú ganó la medalla de oro con un tiempo de 1:27:08.
En 2014 fue sancionada por dos años tras dar positivo en GW1516 (una modificación de la EPO) en un control fuera de competición realizado el 4 de enero de ese año, en la ciudad rusa de Saransk. La sanción es efectiva desde el 26 de febrero.

## Palmarés
| Representando Rusia                         | Representando Rusia                     | Representando Rusia  | Representando Rusia | Representando Rusia |
| Año                                         | Competición                             | Lugar                | Resultado           | Distancia           |
| ------------------------------------------- | --------------------------------------- | -------------------- | ------------------- | ------------------- |
| 2009                                        | Campeonato Mundial Juvenil de Atletismo | Bresanona, Italia    | 1ª (22:55)          | 5 km                |
| 2010                                        | Campeonato Mundial Junior de Atletismo  | Moncton, Canadá      | 1ª (44:11)          | 10 km               |
| 2011                                        | Campeonato Europeo Junior de Atletismo  | Tallinn, Estonia     | 1ª (42:59) JWR      | 10 km               |
| 2012                                        | Juegos Olímpicos de Londres             | Londres, Reino Unido | 1ª (1h:25:02) WR    | 20 km               |
| 2012                                        | Copa del Mundo de Marcha Atlética       | Saransk, Rusia       | 1ª (1h:27:38)       | 20 km               |
| 2013                                        | Campeonato Mundial                      | Moscú, Rusia         | 1ª (1:27:08)        | 20 km               |
| WR-Récord mundial JWR-Récord mundial junior |                                         |                      |                     |                     |